# Rio Bacalhau
Rio Bacalhau är ett vattendrag i Brasilien.   Det ligger i delstaten Minas Gerais, i den sydöstra delen av landet, 700 km sydost om huvudstaden Brasília.
Omgivningarna runt Rio Bacalhau är huvudsakligen savann. Runt Rio Bacalhau är det ganska tätbefolkat, med 52 invånare per kvadratkilometer.